# Eugraphe obscura
Eugraphe obscura är en fjärilsart som beskrevs av Barend J. Lempke 1939. Eugraphe obscura ingår i släktet Eugraphe och familjen nattflyn. Inga underarter finns listade i Catalogue of Life.